# Nodulosphaeria succisae
Nodulosphaeria succisae är en svampart som tillhör divisionen sporsäcksvampar, och som beskrevs av Anders Munk. Nodulosphaeria succisae ingår i släktet Nodulosphaeria, och familjen Phaeosphaeriaceae. Arten är reproducerande i Sverige.